# Horsa (Estland)
Horsa is een plaats in de Estlandse gemeente Rõuge, provincie Võrumaa. De plaats heeft de status van dorp (Estisch: küla).

## Bevolking
In 2011 had Horsa 7 inwoners. In 2017 waren dat er 5. De volkstelling van 2021 geeft voor Horsa geen resultaat.

## Ligging
Horsa ligt op korte afstand van de Tugimaantee 67, de weg van Võru naar Valga, en de rivier Rõuge (Estisch: Rõuge jõgi), een zijrivier van de Võhandu. De plaats ligt tegen de grens tussen de gemeenten Rõuge en Võru vald aan.
Bij Horsa ligt een vroegere offerbron, de Horsa ohvriallikas of Kiivläte. Volgens het volksgeloof heeft het water in de bron een geneeskrachtige werking.

## Geschiedenis
Horsa werd voor het eerst genoemd in 1638 onder de naam Horsa Tods, een boerderij op het landgoed van Vana-Nursi. In 1765 werd de plaats onder de naam Hursa genoemd als dorp. Na de Tweede Wereldoorlog werd Horsa bij het buurdorp Nursi gevoegd. In 1997 werd het weer een zelfstandig dorp.